# 2021年巴格達醫院大火
巴格達醫院大火（阿拉伯語：حريق مستشفى ابن الخطيب）是2021年4月24日晚間發生於伊拉克首都巴格達伊本·哈蒂柏醫院的火災事故，造成至少82人死亡、110人受傷。大火是由被指定用於2019冠狀病毒病患者的氧氣瓶爆炸所引起。由於該醫院缺乏火災偵測及消防系統導致火勢蔓延，多數罹難者是在撤離病房時被拔去呼吸機而死亡。該事故使伊拉克國內出現究責聲浪，伊拉克衛生部長哈桑‧塔米米（Hassan al-Tamimi）亦被總理穆斯塔法·卡迪米下令停職。

## 背景
截至2021年4月，伊拉克的2019冠狀病毒病病例已超過100萬例，位列阿拉伯國家之首。諸多人不願配戴口罩，且對2019冠狀病毒病疫苗持懷疑態度。
伊本·哈蒂柏醫院是伊拉克衛生部在疫情爆發初期於巴格達指定收治該病患者的三所專門醫院之一。哈蒂柏醫院位於巴格達一處較貧窮的社區，而衛生部發言人表示，該院最初建於1950年代，後為收治2019冠狀病毒病患者而於2020年進行翻修。
受到重症監護的病患需藉由呼吸機維生，因而在火災事故發生時難以移動。
歐盟執行委員會於2021年初發布的一份報告警告，由於在治療冠狀病毒病患者時使用氧療，導致醫院發生火警的風險增加。

## 火災
2021年4月24日晚間，伊本·哈蒂柏醫院的加護病房發生事故導致氧氣瓶爆炸。醫學人士向法新社透露爆炸是因「氧氣瓶儲藏出錯」而引起；一名醫生表示，醫院人員曾試圖關閉中央氧氣系統（BBC新聞譯為自動中央管線（auto central pipes）），但氧氣瓶已開始爆炸。爆炸引發加護病房內的大火，並在夜間迅速蔓延至多個樓層。院內的醫生透露，醫院在火警發生時至少有120名病患。伊拉克民防負責人哈希姆·博漢（Khadhim Bohan）少將表示，醫院內既無裝設煙霧探測器、自動灑水系統，也未配備消防水龍帶等消防系統，加護病房內吊頂天花板使用的易燃材料亦影響火勢的擴散速度。
專門收治2019冠狀病毒病患者的加護病房當時住有30名病患及數十名探病的家屬。一名前往醫院探視的家屬表示，他看到人們跳出窗戶並落在樓下停放的汽車上以躲避火災。
伊拉克民防單位表示，火勢已於4月25日清晨得到控制。

## 傷亡
事故造成至少82人死亡、110人受傷。伊拉克人權委員會（Human Rights Commission）報告顯示，其中28名死者是在加護病房接受治療的2019冠狀病毒病患者，「大多數遇難者是因必須搬離（病房）被拔去呼吸機而死亡，其他死者則是因吸入濃煙窒息而死」。伊拉克製藥協會亦表示，死者中有至少一名藥劑師。半島電視台的一名記者指出，死亡人數可能因多位傷者遭受嚴重灼傷而增加。

## 後續
由於伊拉克的衛生系統已因不佳的基礎建設和2019冠狀病毒病疫情而接近崩潰，該場火災事故亦被認為與該國政治腐敗所導致的疏失有關，此事隨後引發公眾的憤怒及究責官員的聲浪，衛生部長哈桑‧塔米米（Hassan al-Tamimi）等人亦被要求下台。巴格達省省長穆罕默德·賈柏（Mohammed Jaber）則呼籲衛生部成立調查委員會將相關責任人繩之以法。大火撲滅後，部分病患已被轉移至其他醫院，但仍有多位家屬決定於院外等待並尋找其親人。
2021年4月25日，伊拉克總理穆斯塔法·卡迪米召開緊急會議，他將火災的發生歸咎於人員疏忽大意，同時命令相關單位於「24小時」內報告調查結果。半島電視台報導，宣布調查的消息並未阻止社群媒體上的人的憤怒，因為伊拉克人已多次聽聞政府將對事故進行調查，但卻很少看到有相關人士真正為他們的行為或缺失負責。
卡迪米也下令拘捕醫院負責人及其工程、維修部門負責人，並拘留、審問巴格達地區的衛生部門主管。同時暫停巴格達省長穆罕默德·賈柏（Mohammed Jaber）和衛生部長哈桑‧塔米米（Hassan al-Tamimi）的職務，並同樣計畫對其進行審訊以調查兩人在事故中是否有疏失。根據美國有線電視新聞網報導，總理卡迪米指示在5日內結束調查，並向伊拉克部長理事會（Council of Ministers）提交結果報告。
同日，卡迪米宣布全國哀悼三日，並給予每位受害者家屬10,000,000伊拉克第納爾的賠償。
全球有部分國家向伊拉克人民表示慰問，包括埃及、沙烏地阿拉伯、土耳其和阿拉伯聯合大公國等；教宗方濟各也為巴格達醫院火災中喪生的死者感到悲痛，並呼籲天主教信徒為受害者祈禱。
部分醫護人員、目擊者和罹難者家屬表示醫院的滅火器沒有發揮作用，並批評伊拉克的醫療保健系統多年來管理不善，以致造成事故80多人的死亡。